# Скеджино
Скеджѝно (на италиански: Scheggino) е село и община в Централна Италия, провинция Перуджа, регион Умбрия. Разположено е на 282 m надморска височина. Населението на общината е 484 души (към 2010 г.).